# Liste der Kulturdenkmäler in Frankfurt-Innenstadt
In der Liste der Kulturdenkmäler in Frankfurt-Innenstadt sind alle Kulturdenkmäler im Sinne des Hessischen Denkmalschutzgesetzes in Frankfurt-Innenstadt, einem Stadtteil von Frankfurt am Main aufgelistet.
Grundlage ist die Denkmaltopographie aus dem Jahre 1994, die zuletzt 2000 durch einen Nachtragsband ergänzt wurde. Zusätzlich wird auf die 2008 erschienene Ausgabe des Handbuchs der Deutschen Kunstdenkmäler für den Regierungsbezirk Darmstadt sowie das 1979 erschienene Werk Fachwerk in Frankfurt am Main zurückgegriffen, sofern dort aktuellere oder zusätzliche Informationen vorhanden sind. In der Denkmaltopographie überwiegend abgekürzte Namen von Architekten, Baumeistern und Künstlern sind, soweit möglich, nach der unter dem Abschnitt Werke zu Architekten und Künstlern genannten Literatur aufgelöst.

## Einleitung

### Vorstadt des staufischen Frankfurt
Das unter den staufischen Herrschern zur Stadt herangewachsene Frankfurt am Main – in etwa mit dem heutigen Stadtteil Frankfurt-Altstadt deckungsgleich – wurde mit der heute noch teilweise erhaltenen Staufenmauer mit vorgelagerten, trockenen Graben spätestens Ende des 12. Jahrhunderts zum ersten Mal befestigt. Eine Reihe von Stadttoren, von denen die bedeutendsten die Bornheimer Pforte am Ende der Fahrgasse und die Katharinenpforte am Ausgang der heute noch gleichnamigen Straße waren, führten zu ebenfalls in ihrer Namensgebung kaum veränderten Landstraßen in das übrige Reichsgebiet.
Ab dem 13. Jahrhundert wuchs die Stadt im Zuge ihres wirtschaftlichen Erfolgs und der zunehmenden politischen Unabhängigkeit stark an, der Baugrund innerhalb der älteren Mauern war spätestens Mitte des 14. Jahrhunderts vollständig genutzt, wie etwa die Topographie des Baldemar von Petterweil zeigt. 1333 erteilte Kaiser Ludwig IV. ein Privileg zur offiziellen Gründung einer Neustadt, die das bisherige Stadtgebiet nahezu verdreifachen und bis an die innere Begrenzungslinie der heutigen Wallanlagen rücken sollte. Der Bau der Befestigungsanlage für den neuen Stadtteil zog sich fast 150 Jahre bis an das Ende des 15. Jahrhunderts hin. Weit länger dauerte die Nachverdichtung des geschaffenen Siedlungsraums.

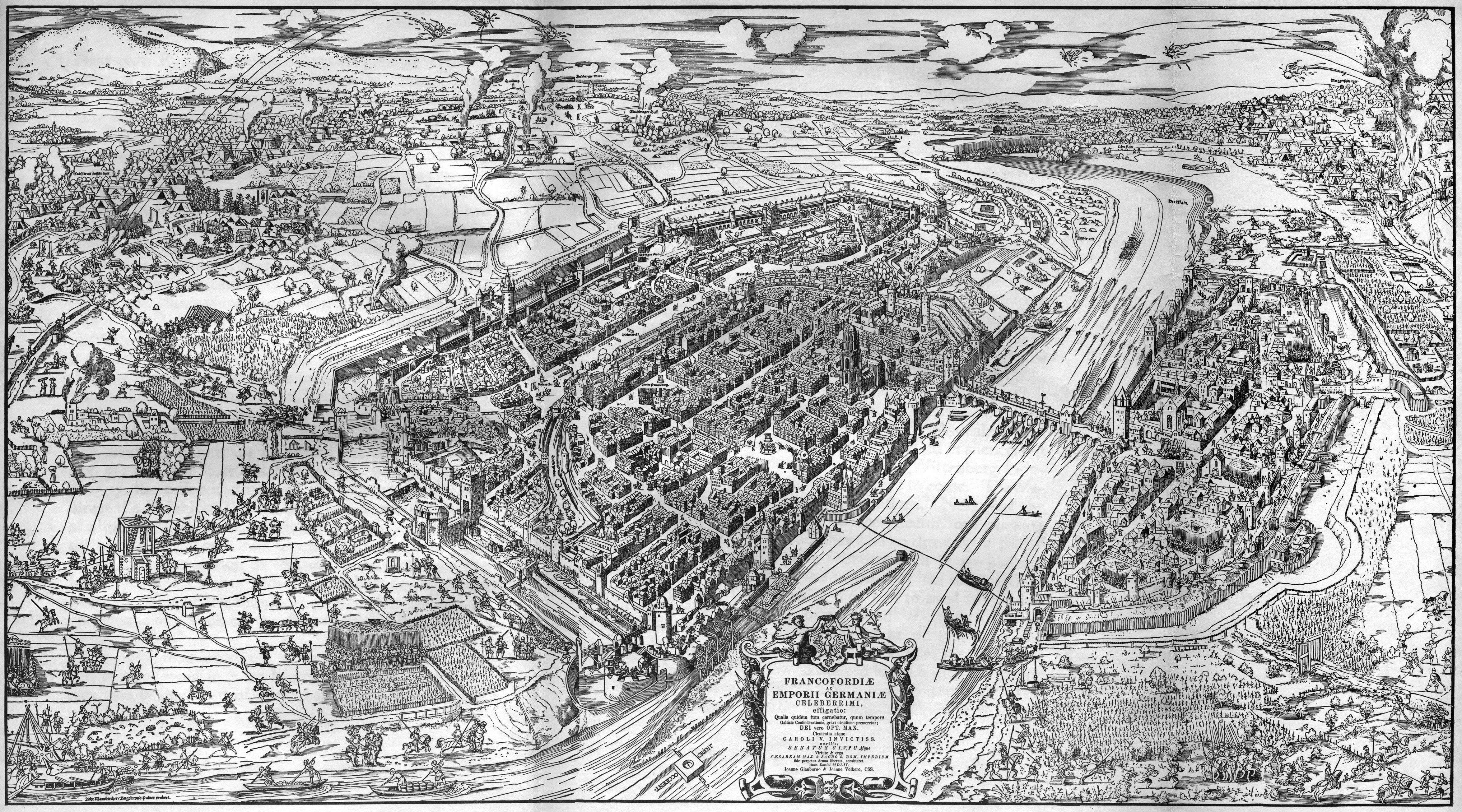
Frankfurt 1552 – etwas mehr als 200 Jahre nach der Begründung der Neustadt ist sie auf dieser ältesten topographischen Darstellung des Stadtgebietes durch die halbsichelförmige Staufenmauer noch klar von der Altstadt abgegrenzt und sichtbar dünn sowie meist zweigeschossig bebaut

Die urkundliche Überlieferung zur Neustadt ist im Gegensatz zu der der Altstadt im 14. Jahrhundert noch sehr spärlich und gewinnt erst im 15. Jahrhundert langsam an Breite. Entsprechend schlicht und unbedeutend dürfte sich die älteste Schicht der Bebauung dargestellt haben. Ein erstes Bild lässt sich mit den Stadtansichten des 16. und frühen 17. Jahrhunderts gewinnen. Sie zeigen eine entlang von fünf Hauptstraßen, ihrerseits auf die Tore zu den Landstraßen, entwickelte Bebauung, die von platzartigen Ausstülpungen am Ende der heutigen Zeil ausstrahlen, wo die schon erwähnten älteren Stadttore der staufischen Stadt lagen.
Auch anhand des abweichenden Grundrisses ist anzunehmen, dass die Neustadt im Gegensatz zu großen Teilen der Altstadt nicht planmäßig erschlossen wurde, sondern ihre offizielle Gründung und Befestigung eher den Charakter des Anschlusses und militärischen Schutzes einer bereits existierenden Vorstadt hatte. Neue, anfangs nicht vorhandene Quergassen entstanden im Folgenden mehr aus örtlichen Bedürfnissen oder Gelegenheiten. Früh belegt ist dagegen der zwischen den beiden Haupttoren der Stauferstadt abgehaltener Viehmarkt – die spätere Zeil – und ein in Abgrenzung dazu westlich gelegener Pferdemarkt, der heutige Roßmarkt.
Von den Dimensionen her war die Bebauung den frühen grafischen Ansichten nach auch zwei bis drei Jahrhunderten nach der offiziellen Stadterweiterung noch überwiegend klein dimensioniert und neben kleinen Fachwerkhäusern von Gärten, landwirtschaftlichen Betrieben mit Wirtschaftshöfen, Scheunen und Gartenhäusern dominiert. Mit den Häusern Alte Gasse 24, Große Bockenheimer Straße 31, Kleine Bockenheimer Straße 10/12 und Rosenbergerstraße 4 sind heute nur fünf Bürgerhäuser verschiedener Stilrichtungen erhalten, welche den baulichen Charakter erahnen lassen, der den neuen Stadtteil über Jahrhunderte prägte.
Neben einer ähnlich wie in Sachsenhausen überwiegend in der Landwirtschaft tätigen, kleinbürgerlichen Bevölkerung verlegten vereinzelt auch reiche Patrizier und Kaufleute ihre Wohnsitze in die Neustadt. Sie errichteten dort für die wachsende Tuchproduktion mehrere Rahmhöfe, die prinzipbedingt große Flächen einnahmen. Daneben kamen gegen Ende des Mittelalters im Zuge der Kommerzialisierung des Beherbergungswesen und der weiter wachsenden Bedeutung Frankfurts als Handels- und Messestadt vor allem an den Haupteinfallsstraßen großzügiger dimensionierte Gasthöfe und Hotels auf. Einziges überliefertes Beispiel dieser Art ist das Haus Große Friedberger Straße 32, das allerdings nur noch den Überrest einer in der Tiefe weit ausgedehnteren Hofanlage darstellt.
Eigenständige Sakralbauten besaß die Neustadt bis auf ein knappes halbes Dutzend Kapellen bis in das frühe 15. Jahrhundert keine, erst damals ging die Peterskirche aus einer solchen als Filialkirche des Doms hervor. Spät entstand 1678–81 direkt an der Grenze von Alt- und Neustadt mit der Katharinenkirche das erste als solches geplante protestantische Gotteshaus der Stadt. Von der mittelalterlichen Befestigung ist kein Mauerrest, als Beispiel für eines der repräsentativsten Befestigungsbauwerke der Stadt überhaupt jedoch der spätgotische Eschenheimer Turm in nahezu bauzeitlichem Zustand erhalten.

### Wandel in der frühen Neuzeit
Nach der europaweiten Verbreitung der Reformation strömten vor allem niederländische Glaubensflüchtlinge in die protestantische und als tolerant geltende freie Reichsstadt. Dies zog neben erheblichen kulturellen und wirtschaftlichen Veränderungen auch ein deutliches Bevölkerungswachstum nach sich. Da in der Altstadt schon seit Jahrhunderten kaum noch Raum für Neubauvorhaben existierte respektive dort die Preise für solchen im Zuge des Bevölkerungsanstiegs explodierten, kam es vor allem zu einer Nachverdichtung der Neustadt.

Frankfurt am Main auf der um 1770 entstandenen letzten Auflage von Matthäus Merians erstmals 1628 erschienenen Stadtansicht zeigt trotz einiger Ungenauigkeiten in zahlreichen Nachträgen vor allem um die Zeil die gewachsene Bedeutung der Neustadt

Im Zuge der weitgehenden Aufgabe der alten staufischen Stadtmauer und der Verfüllung ihres Grabens wurde Ende des 16. Jahrhunderts die Zeil auch südseitig bebaut. Östlich und westlich entstanden die noch heute teilweise vorhandenen Grabenstraßen, als bekanntester wohl der Große Hirschgraben, wo im 18. Jahrhundert durch einen Umbau aus zwei Häusern dieser Zeit das Goethe-Haus entstehen sollte. Seine beiden Keller stammen noch aus der Zeit der Anlage der Straße.
Damit endete auch die über fast 300 Jahre aufrechterhaltene Trennung zwischen Alt- und Neustadt, hatte man doch die inneren Stadttore bis dahin analog den äußeren jeden Abend verschlossen. Im 17. Jahrhundert blieb dennoch die Altstadt zwischen Dom und Römer das kulturelle und wirtschaftliche Zentrum der Stadt. Baulich brachte diese Zeit der Neustadt im Zuge des Dreißigjährigen Krieges vor allem die Erweiterung der mittelalterlichen Stadtmauer zu einer – militärisch nie genutzten – bastionären Sternschanzenfestung, die nicht weniger als das größte Bauunternehmen dieser Epoche darstellte.
Erst im 18. Jahrhundert setzte eine allmähliche Verschiebung des städtischen Lebens in Richtung Neustadt ein. Gekennzeichnet war dies durch eine Häufung von palastartigen Gasthöfen und Hotels, aber auch Residenzbauten wie des Darmstädter Hofs (1741–57) der Grafen von Hessen-Darmstadt vor allem an der Zeil oder im Falle des Palais Thurn und Taxis (1731–39) an der Großen Eschenheimer Straße. An Beginn und Ausgang der neustädtischen Hauptverkehrsachse entstanden Wachengebäude, die den Namen der dortigen Plätze bis heute prägen – die Hauptwache (1729/30) und die Konstablerwache (1753, 1886 abgebrochen). 1784 war der Wandel der Zeil mit dem offiziellen Ende der Viehmärkte auch rechtlich abgeschlossen.
Ab den 1790er Jahren später entstand östlich der Altstadt mit dem Fischerfeldviertel nicht nur die erste Stadterweiterung seit 1333, sondern auch das erste akademisch, nach Idealen des französischen Klassizismus auf dem Reißbrett geplante, explizit nur für Wohnzwecke gedachte Stadtquartier. Überdauert hat von diesem Viertel mit Schützenstraße 1 nur ein Wohnhaus sowie die Alte Stadtbibliothek als öffentliches Gebäude, der Rest ging im Zweiten Weltkrieg und der Folgezeit zu Grunde. Allerdings beinhalten noch einige Gebäude des Viertels Teile der Vorgängerbauten in ihren Keller- und Erdgeschossen.

### Aufbruch in die Moderne
Im 19. Jahrhundert folgte auf die Entfestigung die Begründung der Wallanlagen und die beidseitige Bebauung der flankierenden Wallstraßen, also des einstigen nur verbreiterten Zwingers. Dort fand sich bis 1944 abseits des Fischerfeldviertels das bedeutendste Ensemble klassizistischer Architektur in Frankfurt am Main. Bereits im Vorgriff auf das künftige qualitative West-Ost-Gefälle der Bebauung entstand entlang der Neuen Mainzer Straße im Westen nach den Plänen der renommiertesten Architekten ihrer Zeit eine Reihe von großzügigen Villen für die wohlhabendste Schicht, während sich im weiteren Verlaufe nach Osten zunehmend Mehrfamilien-Mietshäuser fanden.

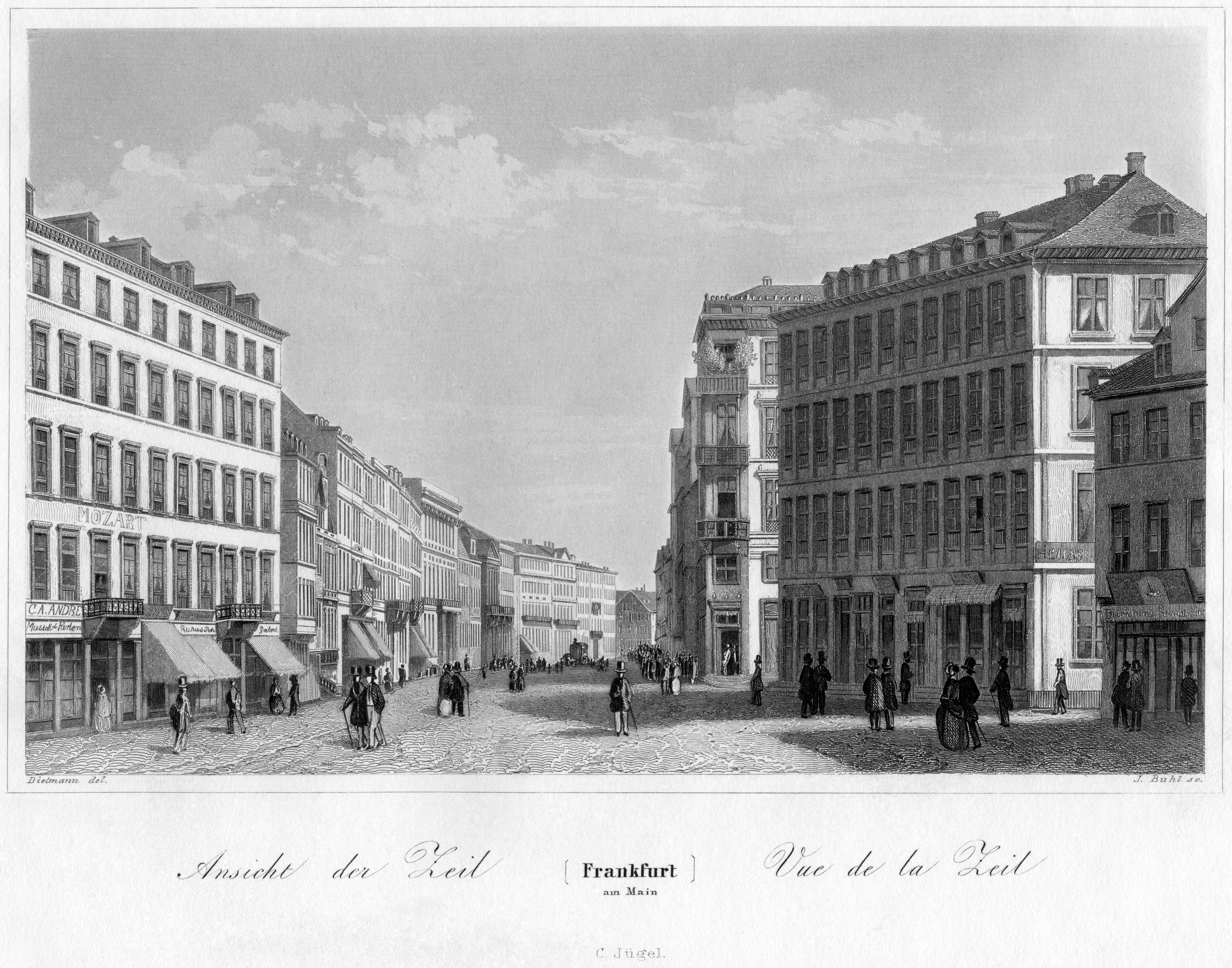
Die Zeil im Biedermeier (1845)...

Ebenso wie diese fast vollständig verschwunden – allerdings vielfach bereits durch die nachfolgende Bautätigkeit des Historismus – sind die öffentlichen Bauten dieser Epoche wie zahlreiche Schulen, der erste Bau des Städel an der Neuen Mainzer Straße oder das Waisenhaus in der Seilerstraße. Noch vorhanden ist, wenn auch stark verändert, das Hospital zum Heiligen Geist an der Langen Straße und das einstige Bethmann’sche Museum in der Friedberger Anlage, heute besser bekannt als Odeon.
Ab Mitte des Jahrhunderts setzte das Zeitalter der großen Straßendurchbrüche ein, die der Neustadt strukturell überwiegend die heutige Gestalt geben sollten. Den Beginn machte 1855 der Durchbruch der Liebfrauenstraße; gefolgt 1860/61 von Junghof- und Alter Rothofstraße; 1872/73 das Großprojekt des „Sterns“ von Bethmann-, Friedens-, Kaiser- und Kirchnerstraße zum Anschluss des damals neuen Bahnhofsviertels an die Innenstadt; 1875–1890 die Börsen-, Rahmhof- und Schillerstraße; 1881 die Verlängerung der Zeil als „Neue Zeil“ bis zum Friedberger Tor; 1893 die Klinger- und Stoltzestraße als Stichstraßen der bereits ab 1887 angelegten Battonnstraße sowie die Goethestraße und 1898 die westseitige Verbreiterung der Stiftstraße.

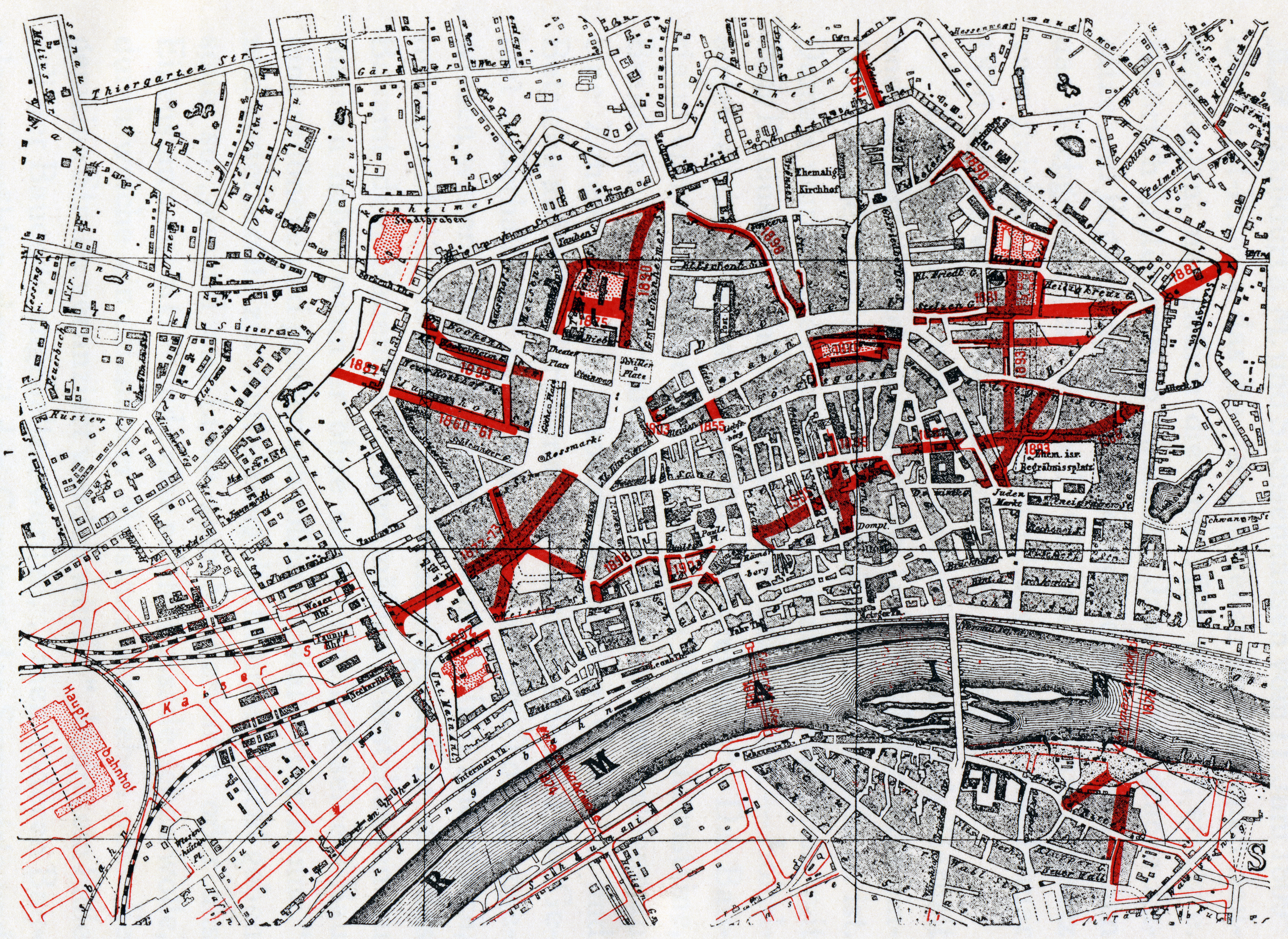
Übersichtsplan über Straßendurchbrüche und Verbreiterungen 1855–1910

Diese Maßnahmen wurden nach dem Pariser Vorbild mit wenig Rücksicht auf gewachsene Strukturen durchgeführt, zumal die Neustadt im Gegensatz zur Altstadt über eine verhältnismäßig geringe Anzahl von Straßen respektive sehr große, nur mittels Durchfahrten und Hinterhöfe erschlossene Baublöcke mit ausgedehnten, meist als Rahmhöfen errichteten Strukturen verfügte. Diese leben noch in Straßennamen wie der z. B. Junghhof-, der Rahmhof- oder der Rothofstraße fort. Die neuen Straßenfluchten wurden mit repräsentativer Architektur im Zeitgeschmack neu bebaut, die allerdings noch bis etwa 1875 in eher zurückhaltender spätklassizistischer Tradition stand.

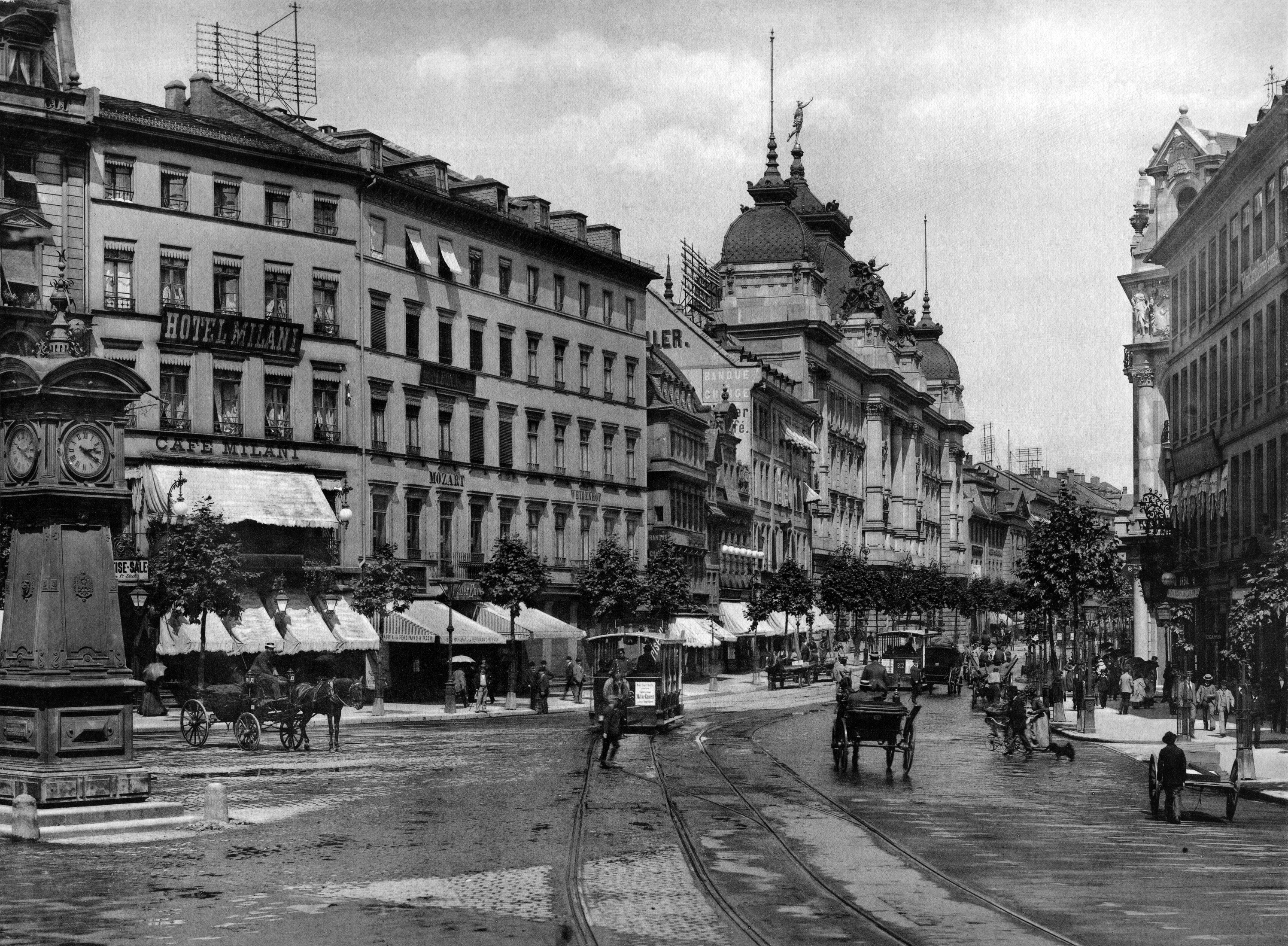
...und um die Jahrhundertwende (1898).

Bedeutende Monumentalbauten dieser Zeit waren die Alte Oper (1873–80), die Neue Börse (1874–79), die Gerichtsgebäude A und B (1884–89 / 1913–17) oder das Schauspielhaus (1899–1902, 1962 durch Umbau weitgehend zerstört), das als bedeutendstes Bauwerk des in der Stadt nur wenig vertretenen Jugendstils gelten durfte. Unter dem Eindruck anderer technischen Innovationen wie der Einführung elektrischer Straßenbeleuchtung und Straßenbahnen und nicht zuletzt einer nie dagewesenen Bevölkerungszunahme wuchs die noch um 1865 frühneuzeitlich wirkende Neustadt binnen weniger Jahrzehnte zu einer modernen Großstadt heran.
Mit dem neobarocken Hauptpostamt auf der Zeil (1890/91) setzte kurz vor der Jahrhundertwende ein zweiter, nun endgültig von der bisherigen lokalen Bautradition gelöster Bauboom ein. Dieser veränderte die Gegend um Roßmarkt, Hauptwache und Zeil bis 1914 nochmals vollständig und definierte sie in der Maßstäblichkeit unmissverständlich als das damalige Zentrum der Stadt. Nahezu alle dort verbliebenen Großbauten des Spätbarock und des Klassizismus, von denen einige zu den Hauptwerken dieser Stilrichtungen in der Stadt zählten, fielen dieser Zeit trotz erster denkmalpflegerischer Stimmen zum Opfer.
Abseits der schon in früheren Zeiten bedeutenden Hauptstraßen blieb dennoch bis zum Zweiten Weltkrieg eine Anzahl an vorgründerzeitlicher, vor allem klassizistischer, aber an vielen Stellen auch deutlich älterer Architektur konserviert. Ähnlich wie heute in Paris abseits der großen Boulevards zu beobachten fanden sich in schmalen Gassen wie der Kleinen Eschenheimer Straße, einer Verbindungsstraße von Großer Eschenheimer Straße und Stiftstraße, vor allem aber im Nordosten und Osten der Innenstadt noch ganze Straßenzüge mit frühneuzeitlichen, meist bürgerlichen Fachwerkhäusern. Einzig auch nur ansatzweise in einer solchen Struktur noch erhalten ist heute das Quartier im Bereich der Alten Gasse.

### Zwischen- und Nachkriegszeit
Die äußerlich Pracht entfaltende Bautätigkeit der Kaiserzeit endete wie überall mit dem Ausbruch des Ersten Weltkriegs. Die Zwischenkriegszeit brachte der Innenstadt aufgrund der prekären wirtschaftlichen Lage in architektonischer Hinsicht wenig Veränderung, einzig auf der Zeil entstanden ab Ende der 1920er Jahre die ersten Geschäftshäuser im Stil der Neuen Sachlichkeit.
Der Zweite Weltkrieg stellte für die Innenstadt eine ähnliche Zäsur dar wie für die nahezu vollständig bei den Luftangriffen auf Frankfurt am Main vernichtete, gotische Altstadt. Obwohl ein flächenhafter Feuersturm ausblieb, war im Mai 1945 bis auf die wenigen modernen Stahlbetonbauten praktisch jedes Geschäftshaus zumindest im Dachbereich schwer beschädigt, die Fachwerkhäuser von der frühen Neuzeit bis hinauf zum Klassizismus nahezu sämtlich zerstört. Weniger betroffen war die Gegend um die Große Bockenheimer Straße, den Kaiserplatz, das Schauspielhaus, das Gerichtsviertel im Nordosten sowie der Beginn der Battonnstraße. Als Ensemble verloren, aber zu deutlich mehr als der Hälfte noch vorhanden war die klassizistische Bebauung der Wallstraßen.

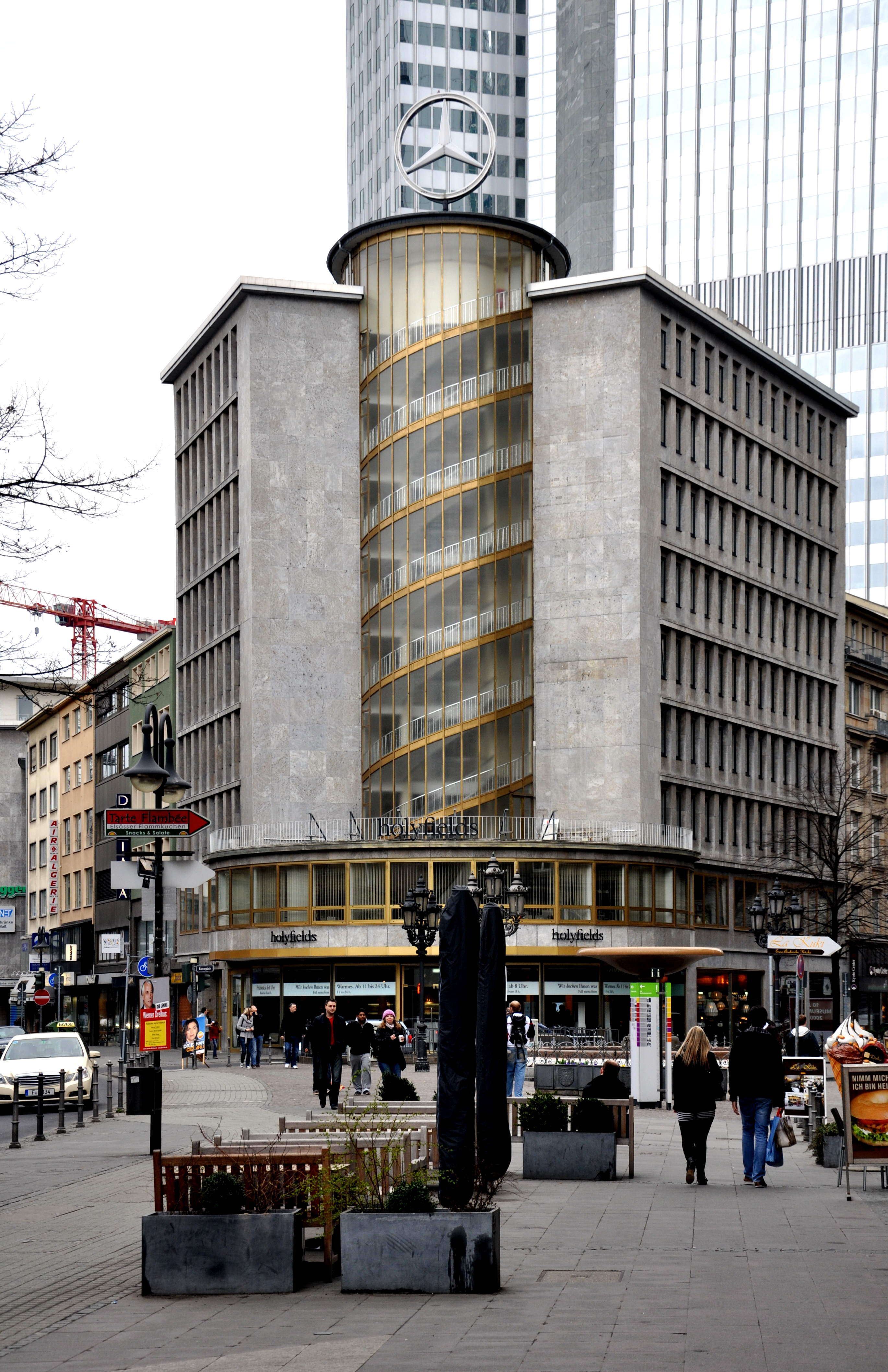
Junior-Haus von 1951 an der Ecke Kaiser- / Friedensstraße

Der Wiederaufbau und -umbau von Frankfurt am Main, vor allem in den frühen Nachkriegsjahren unter der Überzeugung, Bundeshauptstadt zu werden, und die Stadt „verkehrsgerecht“ zu gestalten, setzte aus denkmalpflegerischer Sicht die Zerstörungen des Krieges fort. Aufgrund des raschen Wirtschaftsaufschwungs nach 1950 verlief die Ausführung auch schnell kaum mehr nach einem Gesamtplan.
Ein solcher im Sinne von neuen Fluchtlinien ist noch am ehesten in der meist einseitigen Rücknahme historischer Straßenfluchten wie an der Zeil, der Großen Eschenheimer Straße oder der Großen Bockenheimer Straße sowie der Weitung von Plätzen wie An der Hauptwache, der Konstablerwache oder dem Eschenheimer Tor zu Verkehrsknotenpunkten zu erkennen. Wie bereits in der Altstadt war der radikalste Bruch der Durchstich der Konrad-Adenauer-Straße als Nord-Süd-Achse in Verlängerung der ebenfalls neu angelegten Kurt-Schumacher-Straße zum Main.
Bei dem genannten Rückbau von Straßenfluchten sowie der Anlage von neuen Straßen wurde häufig noch erhaltene Altbausubstanz geopfert; besonders schwer wog dies im Fall der Konrad-Adenauer-Straße, die genau über einen nur sehr gering beschädigten Teil der Innenstadt gezogen wurde. Auch das Gros der durchaus wiederaufbaufähigen Gebäude, in denen man sich Ende der 1940er Jahre noch eingerichtet hatte, wich schnell kompletten Neubauten im Stil der Zeit. Wo Altbauten erhalten blieben, wurde die einst differenzierte Dachlandschaft von Notdächern und Staffelgeschossen verdrängt, die überwiegend bis heute bestehen und die Proportionalität dieser Architektur beeinträchtigen.
Aufgrund der Rolle der Stadt als Standort zahlreicher bedeutender Banken, Versicherungen und ähnlicher Institutionen entstanden neben zahllosen schnell errichteten, überwiegend gesichtslosen Zweckbauten gerade im Bereich der Innenstadt einige bedeutende, in der Qualität auch auf nationaler Ebene herausragende Beispiele für die Nachkriegsarchitektur, als Beispiele sind etwa das Junior-Haus (1951), das Bayer-Haus (1953), das Rundschau-Haus (1954, 2005 abgebrochen) oder die Landwirtschaftliche Rentenbank (1954–56) zu nennen.
Historischen Bauten kam, wie schon in der Altstadt, mit Ausnahme des rekonstruierten Goethe-Hauses, wenig Aufmerksamkeit zu. Nur die stark zerstörte Katharinenkirche war schon 1954 aufgebaut, die Peterskirche stand – beispielhaft für die zeitgenössische Bewertung eines Bauwerks des Historismus – noch bis in die 1960er Jahre als Ruine, die fast völlig zerstörte Französisch-reformierte Kirche am Goetheplatz wich einer 2012 abgebrochenen Bebauung mit Büro- und Geschäftshäusern. Von den öffentlichen Bauten schnell wieder errichtet war die Neue Börse sowie das ehemalige Gebäude der Hauptwache, das schwer beschädigte, aber durchaus wiederaufbaufähige Palais Thurn und Taxis wurde zugunsten des an seiner Stelle errichteten Fernmeldehochhauses bis auf die Portalbauten aufgegeben.

### 1960er Jahre bis zur Gegenwart
Die Abriss von Altbausubstanz erreichte einen Höhepunkt in den 1960er Jahren. Als drastisches Beispiel ist etwa das Haus Biebergasse 10, ein Fachwerkbau des 17. Jahrhunderts von großstädtischer Dimension zu nennen, der 1965 dem noch heute bestehenden Geschäftshaus an gleicher Stelle wich. Überwiegend betroffen waren aber Bauten des Klassizismus und vor allem des gering geschätzten Historismus, deren Bestände vor allem entlang der Wallstraßen bis zum Inkrafttreten des Denkmalschutzgesetzes Mitte der 1970er Jahre gegenüber dem Bestand der direkten Nachkriegszeit nochmals um rund 50 Prozent dezimiert wurden.

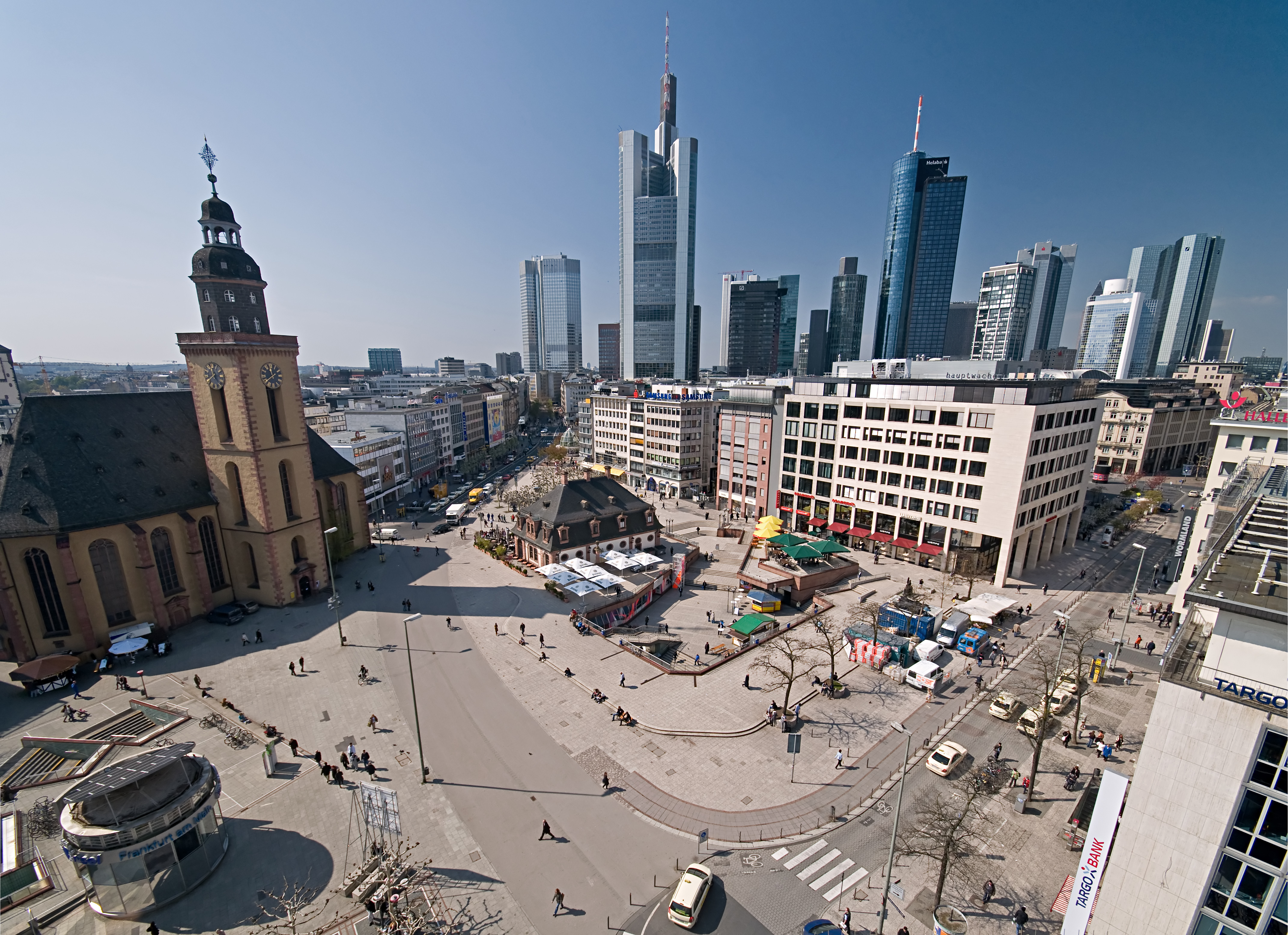
Verkehrsberuhigter Platz An der Hauptwache mit Katharinenkirche, typischer Nachkriegsarchitektur an der Kaiserstraße und Skyline im Hintergrund, gesehen von Nordosten, 2010

Zeitgleich setzte mit dem Bau der U-Bahn abermals ein Wandel ein, der vor allem den Plätzen An der Hauptwache sowie der Konstablerwache ihr heutiges Gesicht gab. Viele nach dem Krieg zu Verkehrswegen gewidmete Straßen wie die Große Bockenheimer Straße oder die Zeil wurden zwecks Förderung der öffentlichen Verkehrsmittel in reine Fußgängerzonen umfunktioniert. Zeitgleich entstand im Südwesten der Innenstadt rund um die Neue Mainzer Straße nach dem Vorbild amerikanischer Central Business Districts ein Bankenviertel mit einer Vielzahl von Hochhäusern, die zu den höchsten Europas zählen. Sie bilden, für eine deutsche Stadt einzigartig, eine weithin sichtbare und unverwechselbare Skyline.
Zu Beginn des 21. Jahrhunderts ist der Trend zu einer weiteren vertikalen Verdichtung der Innenstadt durch Projekte wie das PalaisQuartier, das Skylight oder den im Bau befindlichen Taunusturm ungebrochen. Daneben sind wie beim Dom-Römer-Projekt in der Altstadt restaurative Tendenzen zu beobachten, die sich in den letzten Jahren etwa in der äußerlichen Rekonstruktion der Alten Stadtbibliothek oder des Palais Thurn und Taxis äußerten. Unter dem Eindruck, dass ein Großteil der verbliebenen Architektur der Zeit vor dem Zweiten Weltkrieg unter Denkmalschutz steht, ist momentan der rasant zunehmende Abbruch von Architektur der 1950er Jahre zugunsten neuer Büro- und Geschäftshäuser zu beobachten.
Das Gros des heutigen Denkmalbestandes der Innenstadt stellen neben den Kirchen und öffentlichen Gebäuden vor allem Wohn- und Geschäftshäuser zwischen etwa 1820 und dem Ersten Weltkrieg dar. Obwohl sie nur noch selten in Ensembles erhalten sind, existieren dennoch genug Beispiele, um einen Einblick in die ortsspezifische bauliche Entwicklung dieser Zeitspanne zu erhalten. Sie werden ergänzt von einer im Stil zwar völlig kontrastierenden, aber qualitativ auch überregional herausragenden Gruppe von überwiegend als Geschäftshäusern errichteten Bauten der 1950er Jahre.
Ein drittes großes Ensemble ist eine Vielzahl von meist nach dem Zweiten Weltkrieg translozierten Brunnen als Zeugnisse des einstigen bürgerlichen Lebens in Alt- und Neustadt, sowie Denkmäler und Skulpturen zumeist der Wallanlagen, die überwiegend dem Historismus, teilweise aber auch noch dem Klassizismus zuzurechnen sind.

## Archivalien und Literatur nach Abschnitten

### Einleitung

### Kulturdenkmäler in Frankfurt-Innenstadt

#### Archivalien

##### Institut für Stadtgeschichte
- Bestand Fotosammlung Kochmann, Signaturen 119 und 498.
- Bestand Stadtbilder, Signatur 1.075.

##### Denkmaltopographien, Inventare und ähnliche Nachschlagewerke
- Folkhard Cremer (Bearb.): Handbuch der Deutschen Kunstdenkmäler. Hessen II. Regierungsbezirk Darmstadt. Deutscher Kunstverlag, München 2008, ISBN 978-3-422-03117-3.
- Manfred Gerner: Fachwerk in Frankfurt am Main. Verlag Waldemar Kramer, Frankfurt am Main 1979, ISBN 3-7829-0217-3.
- Heike Kaiser: Denkmaltopographie Stadt Frankfurt am Main. Nachträge. Limitierte Sonderauflage. Henrich, Frankfurt am Main 2000 (Materialien zum Denkmalschutz in Frankfurt am Main 1).
- Heinz Schomann, Volker Rödel, Heike Kaiser: Denkmaltopographie Stadt Frankfurt am Main. Überarbeitete 2. Auflage, limitierte Sonderauflage aus Anlass der 1200-Jahr-Feier der Stadt Frankfurt am Main. Societäts-Verlag, Frankfurt am Main 1994, ISBN 3-7973-0576-1 (Materialien zum Denkmalschutz in Frankfurt am Main 1).

##### Werke zu Architekten und Künstlern
- Thomas Zeller: Die Architekten und ihre Bautätigkeit in Frankfurt am Main in der Zeit von 1870 bis 1950. Henrich, Frankfurt am Main 2004, ISBN 3-921606-51-9.
- Albert Dessoff: Monographisches Lexikon der Frankfurter Künstler im neunzehnten Jahrhundert. In: Frankfurter Kunstverein (Hrsg.): Kunst und Künstler in Frankfurt am Main im neunzehnten Jahrhundert. Joseph Baer & Co, Carl Jügel’s Verlag, Heinrich Keller, F.A.C. Prestel, Moritz Abendroth, Frankfurt am Main 1907–09.

##### Zusatzangaben
- Georg Hartmann, Fried Lübbecke: Alt-Frankfurt. Ein Vermächtnis. Verlag Sauer und Auvermann, Glashütten/Taunus 1971.